# Algarrobo (Cile)
Algarrobo è un comune del Cile della provincia di San Antonio nella Regione di Valparaíso. Al censimento del 2002 possedeva una popolazione di 8.601 abitanti.

## Società

### Evoluzione demografica
| Censimento del 1992 | Censimento del 2002 |
| 5.968 ab.           | 8.601 ab.           |